# Schloss Benzenhofen

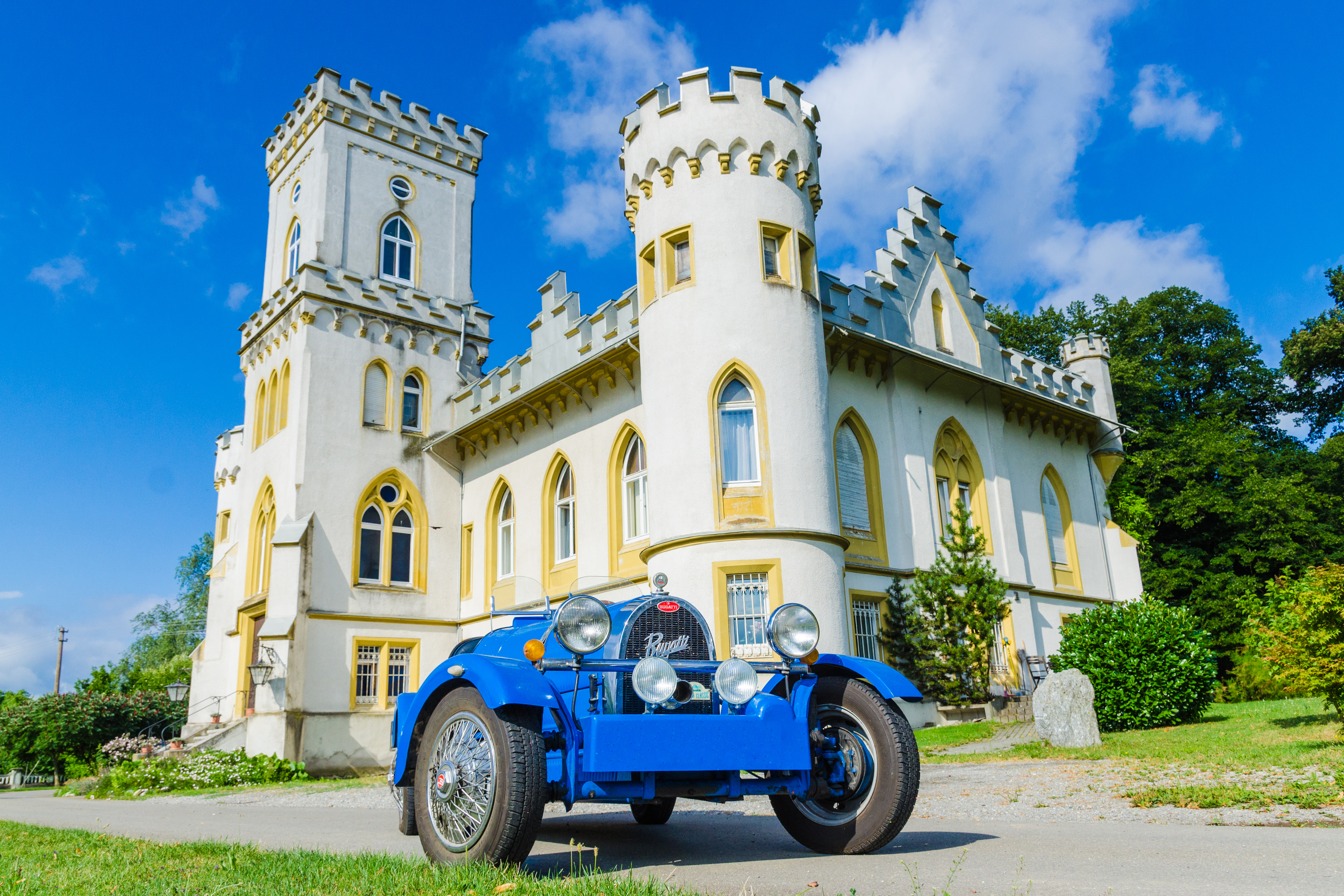
Schloss Benzenhofen

Schloss Benzenhofen bei Berg im Landkreis Ravensburg in Baden-Württemberg wurde von 1898 bis 1901 von Otto Benze, der sich Benze von Benzenhofen nannte, erbaut. Benzes Besitz, darunter auch eine Gemälde- und Kunstsammlung im Schloss, wurde 1932 zwangsversteigert. Später bewohnte Franz von Papen eine Wohnung im Schloss und verfasste dort ab 1949 seine Memoiren.
Das Schloss wurde von der Denkmalstiftung Baden-Württemberg zum „Denkmal des Monats März 2021“ ernannt.

## Geschichte
Das Baugrundstück wurde 1897 von Otto Benze (1857–1945) und seiner Frau in Gütergemeinschaft erworben. Benze hat sich schon während seiner Studentenzeit Benze von Benzenhofen genannt und ab den 1890er Jahren seine Bemühungen verstärkt, als Angehöriger des Adels wahrgenommen zu werden. Geldmittel hatte er wohl durch seine 1894 erfolgte Heirat mit Marie Luise Lülling du Repaire de Truffin, einer Frau aus adliger französischer Abstammung, erhalten. Vom Fürsten Henri-François de Valori übernahm er gegen Anfang 1897 gegen eine hohe Geldsumme das Gut Châteaurenard bei Avignon sowie einige französische Adelstitel. Wie seine Frau dem Fürsten Valori 1897 mitteilte, erwarb er dazu auch noch das Gut in Benzenhofen, um eine Legitimation für den äußerst umstrittenen Titel von Benzenhofen zu erlangen. Benze bezeichnete das Gut stets als Rittergut, obwohl es beim Kauf nur ein normales landwirtschaftliches Gut war.
Als das Gut in den Besitz von Benze kam, umfasste es ein Wohnhaus, eine Scheuer, ein Göppelhaus, einen Fruchtspeicher und eine Remise. Von 1898 bis 1899 ließ Benze auf dem Gut ein historistisches Schlossgebäude errichten. 1899 begann ein längeres Untersuchungsverfahren gegen Benze wegen des Adelstitels, dem sich dieser durch einen Umzug nach Brüssel entzog. Der Innenausbau des Schlosses zog sich deswegen bis 1901 hin. Zum Schloss gehörten bei Fertigstellung außerdem eine Back- und Waschküche, eine Schmiedewerkstatt sowie verschiedene Wiesen, Gärten und Äcker.

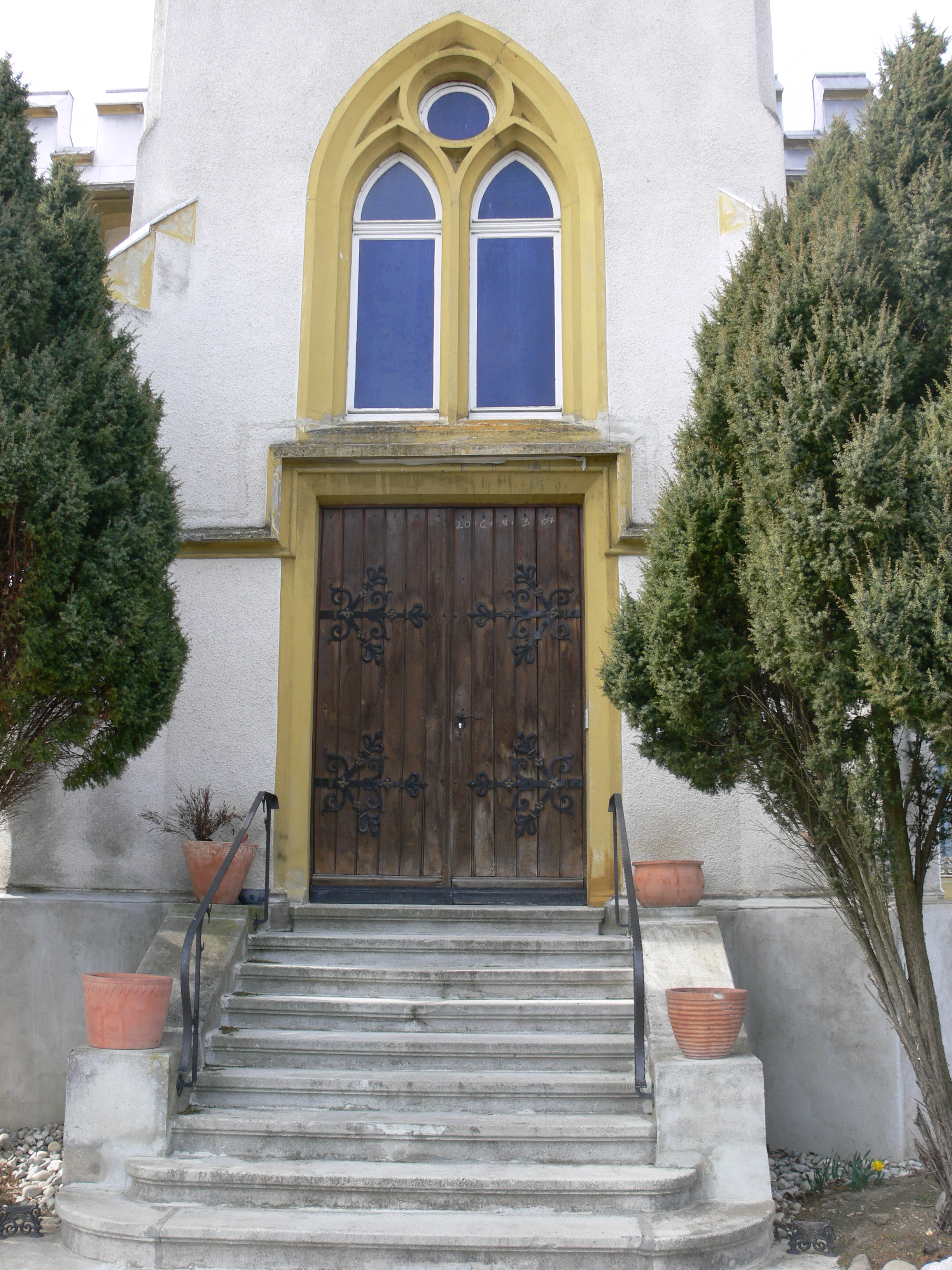
Portal

Benze lebte auch in den Folgejahren nicht immer in Benzenhofen, sondern auch längere Zeit in Brüssel und in Paris, wohl auch um dem bis 1905 andauernden Prozess wegen seines Adelstitels zu entgehen. Ab 1909 wohnte Benze mit seiner Familie dann hauptsächlich in Benzenhofen. Ihm, besonders aber auch seiner Frau, wurde ein krankhaft paranoides Verhalten bescheinigt. Das Paar hatte übertriebene Angst vor Einbrechern, vor dem Diebstahl der Gemäldesammlung im Schloss sowie vor Vergiftung und pflegte daher skurrile Vorsichtsmaßnahmen, die zu Lasten von Besuchern und Bediensteten, aber auch der Tochter Vicky gingen. Schüsse wurden auf vermeintliche Einbrecher abgegeben und das Essen wurde in einem verschlossenen Kasten in einem nahen Gasthaus besorgt. Die Gemäldesammlung wurde in Benzes Abwesenheit in der Staatsgalerie Stuttgart eingelagert. Das Paar Benze trennte sich um die Zeit des Ausbruchs des Ersten Weltkriegs, worauf Benzes Frau nach Genf zog, wo sie 1921 verstarb, während Benze Alleineigentümer des Schlosses wurde.
Das zum Schloss gehörige Gut wurde von Pächtern verwaltet, zuletzt von Benzes Schwager Max Rotty, dem Bruder seiner zweiten Frau. Die Erträge aus dem Gut reichten kaum zur Deckung der Kosten aus, was nach dem Ersten Weltkrieg, als dessen Folge Benzes Besitz in Frankreich 1922 enteignet wurde, zu einer wirtschaftlichen Schieflage des Besitzers führte.
1928 brannte die Scheune des Guts nieder. Benze ließ zwar in fortschrittlicher Denkweise nicht nur die Scheune wiederaufbauen, sondern auch noch ein Silo für Futtermittel errichten, das aber für die geringe Viehhaltung des Guts völlig überdimensioniert war. Die Planung stammte von Architekt Heinrich Wurm aus Ravensburg, die Bauausführung lag bei Maurermeister Josef Lehn aus Weiler bei Berg. Über die Qualität der Ausführung brach ein Rechtsstreit aus, da Benze nur einen Teil der geforderten Bausumme zahlen wollte. Vermutlich war der Bau jedoch völlig in Ordnung, und Benze hatte nur versucht, über seine finanzielle Misere hinwegzutäuschen. Er wurde schließlich zur Zahlung der ausstehenden Summe von über 7.000 RM verurteilt. Da er diese nicht mehr erbringen konnte, wurden drei Gemälde seiner im Schloss befindlichen Sammlung gepfändet, nämlich die Geißelung Christi eines unbekannten venezianischen Meisters, eine flämische Darstellung von Christus am Kreuz aus der Schule van Dycks und eine Darstellung von Klio und Chronos vor den Ruinen eines antiken Tempels von Michel Honoré Bounieu. Die Bilder wurden bei Fritz Nagel in Stuttgart versteigert, erbrachten aber nur wenig mehr als 500 RM. Der Architekt Wurm erhielt eine Ideale Landschaft, die Herman Swanevelt zugeschrieben wurde.
Benzes Ruin war nicht aufzuhalten. 1931 stand das Gut bereits unter Zwangsverwaltung, 1932 wurde die Zwangsversteigerung angeordnet. Aus dieser Zeit hat sich eine umfangreiche Aufstellung der im Haus befindlichen Kunstgegenstände erhalten, die Max Schefold von der Staatsgalerie Stuttgart erstellt hat. An Gemälden sind außer den vier vorgenannten noch nennenswert eine flämische Darstellung von Simson und Delilah aus der Nachfolge von Rubens sowie zwei Jagdbilder von C. H. Roy. Benze besaß außerdem einige wertvolle Plastiken, darunter einen in Bronze gearbeiteten Amor mit Pfeil, der möglicherweise von Jean Antoine Houdon stammte. Darüber hinaus gab es im Schloss Porzellan, Fayencen und einige antike Möbel. Nicht in Schefolds Aufstellung enthalten war ein wertvolles Gemälde von Peter Paul Rubens, ein Reiterbild des Infanten Don Ferdinand von Spanien in der Schlacht bei Nördlingen. Benze besaß das Gemälde seit 1904, seine Witwe verkaufte es erst 1947.
Das Schloss kam im Zuge der Zwangsversteigerung am 21. Juni 1932 für 60.000 RM an den Landwirt Anton Pfeiffer aus Zuberg, dessen Nachfahren das Schloss bis heute besitzen. Franz von Papen bewohnte von 1949 bis 1952 eine Wohnung im Schloss und verfasste hier seine Memoiren.

## Beschreibung
Schloss Benzenhofen ist ein zweistöckiger Putzbau im Tudorstil. In der Mitte der Vorderfassade ragt ein vierstöckiger quadratischer Turm hervor, der über dem dritten Turmgeschoss einen zinnenbekrönten Umgang hat und sich darauf etwas verjüngend mit dem vierten ebenfalls zinnenbekrönten Turmgeschoss fortsetzt. Das Hauptportal befindet sich im Sockel des Mittelturms, davor erstreckt sich eine Freitreppe. Links und rechts an der Vorderfassade befinden sich runde dreistöckige, ebenfalls zinnenbekrönte Ecktürme. Die rückwärtige Fassade weist links und rechts kleine zinnenbekrönte Turmerkerchen auf, in der Mitte ragt ein turmartiger Risalit hervor. Das Dach und seine Ziergiebel sind auch jeweils zinnenbekrönt. Die Fenster im Erdgeschoss sind rechteckig, im ersten Obergeschoss sowie in den Obergeschossen des Mittelturmes weisen die Fenster gotische Spitzbögen sowie vereinzelt Ansätze von Maßwerk auf.